# Comitatul Benton, Arkansas
Comitatul Benton (în engleză Benton County) este un comitat din statul Arkansas, Statele Unite ale Americii.

## Comitate adiacente
- Barry County, Missouri  (nord)
- Carroll County  (est)
- Madison County  (sud-est)
- Washington County  (sud)
- Adair County, Oklahoma  (sud-vest)
- Delaware County, Oklahoma  (vest)
- McDonald County, Missouri  (nord-vest)

## Autostrăzi majore
- Interstate 49
- U.S. Highway 62
- U.S. Highway 71
- U.S. Highway 412
- Highway 12
- Highway 16
- Highway 43
- Highway 59
- Highway 72
- Highway 94
- Highway 102